# Wereldkampioenschappen synchroonzwemmen 2025 – Solo technische routine mannen
De technische routine voor solisten tijdens de wereldkampioenschappen synchroonzwemmen 2025 vond plaats op 19 juli 2025 in de World Aquatics Championships Arena in Singapore.

## Uitslag
| Rang   | Naam                    | Land                | Punten            |               |          |
| ------ | ----------------------- | ------------------- | ----------------- | ------------- | -------- |
| Goud   | Naam                    | Land                | Aleksandr Maltsev | Neutrale vlag | 251,7133 |
| Zilver | Dennis González         | Spanje              | 241,1667          |               |          |
| Brons  | Diego Villalobos        | Mexico              | 238,1600          |               |          |
| 4      | Guo Muye                | China               | 235,0725          |               |          |
| 5      | Ranjuo Tomblin          | Verenigd Koninkrijk | 228,4316          |               |          |
| 6      | Filippo Pelati          | Italië              | 228,0800          |               |          |
| 7      | Gustavo Sánchez         | Colombia            | 225,1908          |               |          |
| 8      | Nicolás Campos          | Chili               | 220,6167          |               |          |
| 9      | Eduard Kim              | Kazachstan          | 217,7084          |               |          |
| 10     | Marios Critsas          | Griekenland         | 195,2258          |               |          |
| 11     | David Martinez          | Zweden              | 195,0033          |               |          |
| 12     | Kantinan Adisaisiributr | Thailand            | 192,4416          |               |          |
| 13     | Bernardo Barreto        | Brazilië            | 186,4083          |               |          |